# フレドリック・ネーイ
ハンス・フレドリック・レナルト・ネーイ（英: Hans Fredrik Lennart Neij, 1978年4月27日 - ）、別名TiAMOは、パイレート・ベイおよびスウェーデンのインターネットサービスプロバイダ兼ウェブホスティング会社PRQの共同創設者である。ネーイは、2009年2月16日に始まったパイレート・ベイ裁判の被告の一人であった。彼と他のパイレート・ベイの運営者たちは、利用者による著作権侵害行為を幇助したとして起訴された。この裁判中の彼の様子は、サイモン・クローゼによるドキュメンタリー映画『TPB AFK』に収められている。

## 法的問題
2009年4月17日、ネーイは著作権侵害で有罪判決を受け、禁錮1年および90万5,000ドルの損害賠償の支払いを命じられた。
2014年11月、ネーイはラオスからタイへ国境を越えようとした際、ノーンカーイで国際刑事警察機構の指名手配により逮捕された。タイ当局によると、アメリカを拠点とする映画業界団体がタイの弁護士にネーイの捜索と逮捕の支援を依頼していた。ネーイはラオス滞在中の3年間で約30回にわたりタイとの国境を越えており、タイのリゾート地プーケットに自宅を所有していたという。ネーイの名義で登録されていたパイレート・ベイ関連のオンラインストレージサイトBayFilesは、逮捕後に突然閉鎖された。
ネーイはスウェーデン中部のスケーニンゲ刑務所にて、10か月の刑期のうち3分の2（200日）を服役した。彼は2015年6月1日に釈放され、今後はラオスに定住してIT分野での仕事に従事する予定である。